# Кармен Руссо
Кармела Кароліна Фернанда Руссо (італ. Carmela Carolina Fernanda Russo; нар. 3 жовтня 1959, Генуя, Італія) — італійська акторка.

## Біографія
Народилася в Генуї, 3 жовтня 1959 року. Її батько Джованні Руссо — поліціянт, мати Джузеппіна Джерардіні — працювала касиром у кінотеатрі «Олімпія». У 1973 році вона закінчила середню школу і вступила до Інституту туризму в Генуї. У 1974 році перемогла на конкурсі краси «Міс Лігурія», потім «Міс Емілія» в Павулло-нель-Фриньяно. Хотіла брати участь в конкурсі «Міс Італія», але була дискваліфікована через занадто молодий вік.

## Фільмографія
- Di che segno sei? (1975)
- Genova a mano armata (1976)
- Riavanti... Marsch!] (1979)
- Liquirizia (1979)
- Un'ombra nell'ombra (1979)
- Медсестра у військовій палаті (1979)
- Patrick vive ancora (1980)
- Le porno killers (1980)
- Ragazze in affitto (1980)
- La maestra di sci (1981)
- La settimana bianca] (1981)
- Buona come il pane, regia di Riccardo Sensani (1981)
- Mia moglie torna a scuola (1981)
- Ti spacco il muso bimba (1982)
- Ciao nemico (1982)
- Amiche mie (1982)
- Giovani, belle... probabilmente ricche (1982)
- Cuando calienta el sol... vamos alla playa (1982)
- Quella peste di Pierina (1982)
- Il tifoso, l'arbitro e il calciatore (1983)
- Paulo Roberto Cotechiño centravanti di sfondamento (1983)